# Крива Тромпа

Крива Тромпа — криві розділення мінеральної сировини за густиною. Криві розділення будують у системі координат — середня густина фракцій — вилучення фракцій у продукти розділення.
Ефективність роботи машин гравітаційного збагачення визначають з використанням кривих розділення за Тромпом, що показують залежність між вилученням фракцій ε і їх середньою густиною δСР. Криві розділення будують за результатами фракційного аналізу вихідного продукту і продуктів розділення.
Граничною густиною розділення δР називають густину елементарної фракції, імовірність вилучення якої в продукти розділення однакова. Густину розділення визначають проєкціюванням на ось абсцис точки кривої ТВ, що відповідає вилученню ε = 50 %.
Кількість сторонніх фракцій густиною більшою густини розділення, що перейшли в концентрат, визначається величиною трикутника CDE, а кількість фракцій густиною меншою густини розділення, що перейшли в породу, — величиною трикутника АВС. При ідеальному процесі розділення крива ТВ приймає вигляд ламаної лінії ABCDE і у цьому випадку засмічення продуктів відсутнє. Відхилення від ідеального розділення характеризується середнім ймовірним відхиленням Epm і коефіцієнтом погрішності розділення І.
Перехід від теоретичних показників до практичних може бути зроблений на основі властивої усім гравітаційним методам закономірності вилучення фракцій різної густини в продукти збагачення. У практичних умовах при недосконалій точності розділення в продукти збагачення будуть потрапляти сторонні фракції. Ефективність роботи машин гравітаційного збагачення визначають з використанням кривих розділення за Тромпом, що показують залежність між вилученням фракцій ε і їх середньою густиною δСР. Криві розділення будують за результатами фракційного аналізу вихідного продукту і продуктів розділення.
Відхилення від ідеального розділення характеризується середнім ймовірним відхиленням Еpm і коефіцієнтом погрішності розділення І.
Середнім ймовірним відхиленням Еpm від густини розділення називають напіврізницю густин точок кривої розділення ТВ, які відповідають вилученню 75 і 25 % :
Epm= 0,5(δ75 — δ25), кг/м3 .
При розділенні в машинах з важким середовищем (в важкосередовищних сепараторах і гідроциклонах) при зміні густини розділення δР (крива ТВ симетрична) величина Epm змінюється несуттєво. При розділенні в машинах з водним і повітряним середовищем Epm зростає пропорційно різниці (δР — 1000), у цьому випадку крива ТВ несиметрична, коефіцієнт погрішності:
І = Еpm/(δP — 1000) .
Параметри Epm та І не залежать від фракційного складу вихідного вугілля і характеризують ефективність роботи збагачувальної машини залежно від її питомої продуктивності і крупності живлення. Чим менша величина параметрів Epm і І, тим ефективніше працює машина.
За параметрами Epm і І можна визначити фракційний склад, вихід і зольність продуктів збагачення при заданому фракційному складі вихідної сировини. Для цього використовують інтеграл ймовірності Гаусса, що виражає нормальний закон розподілу сумарної ймовірності випадкової величини.